# Jan Rojek
Jan Rojek (ur. 17 marca 1962, zm. 16 lipca 2011 w Krakowie) – polski dziennikarz, antropolog i działacz opozycyjny.

## Życiorys
Absolwent antropologii na UJ. Podczas studiów działał w organizacjach opozycyjnych (Wolność i Pokój, Niezależne Zrzeszenie Studentów).
Od 1991 związany z krakowskim ośrodkiem telewizyjnym. Był wydawcą i reporterem serwisu informacyjnego "Kronika", szefem programów informacyjnych (1994–1996 i 2004). Przygotowywał reportaże i filmy dokumentalne z Afryki, Ameryki Południowej, Europy. W lutym 2010 r. został dyrektorem Ośrodka Telewizji Kraków.
22 września 2010 roku został odznaczony Medalem „Niezłomnym w słowie”.
Zmarł w krakowskim szpitalu im. Gabriela Narutowicza. Uroczystości pogrzebowe dziennikarza odbyły się 21 lipca 2011 w krakowskim Kościele Mariackim. Pochowany został w alei zasłużonych na cmentarzu Rakowickim (kwatera: LXIXPASB, rząd: 1, miejsce: 13).

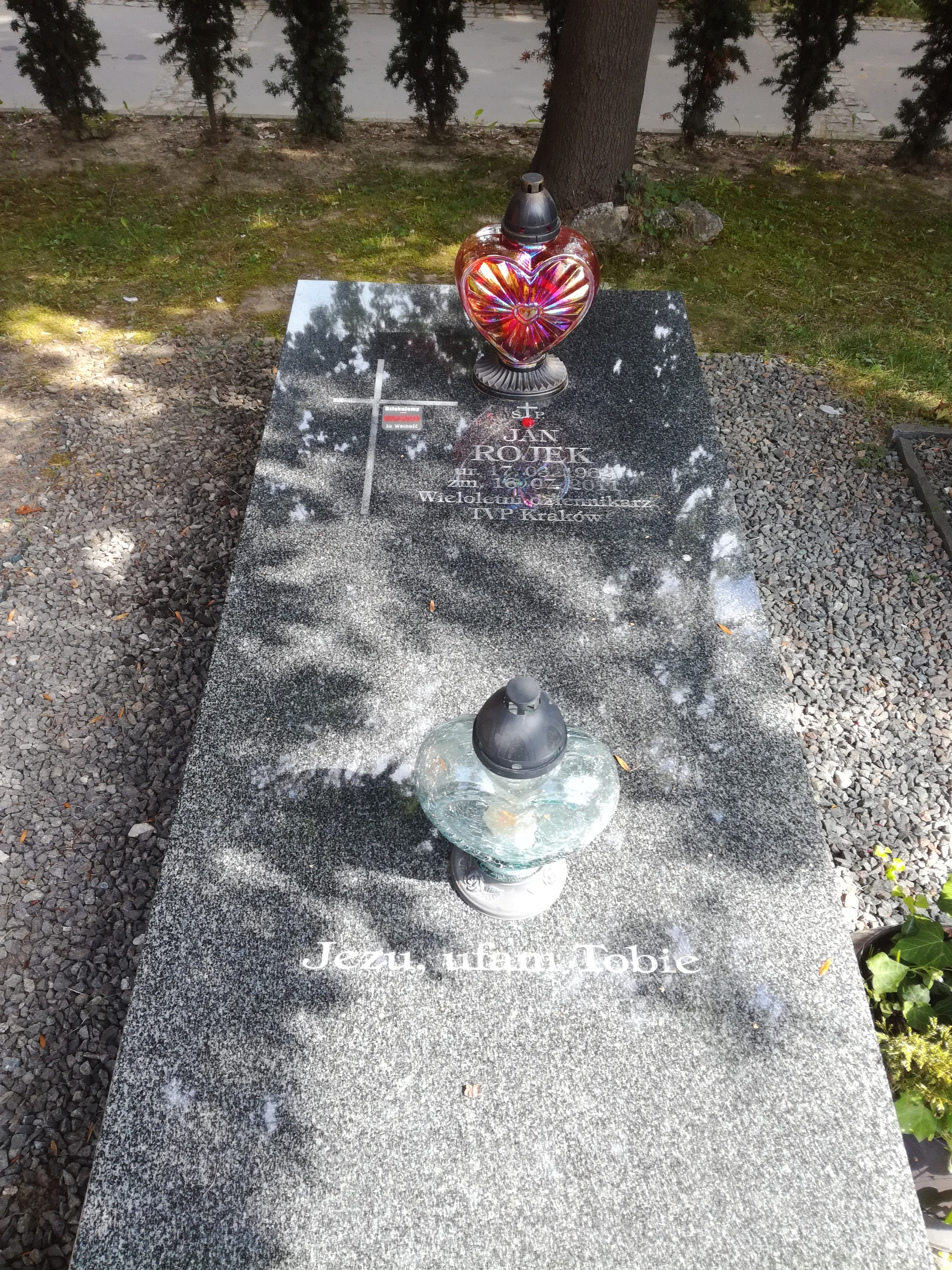
Grób Jana Rojka na cmentarzu Rakowickim